# Teruyuki Kagawa
Teruyuki Kagawa (jap. 香川 照之 Kagawa Teruyuki; ur. 7 grudnia 1965) – japoński aktor filmowy i telewizyjny.

## Filmografia

### TV Drama
- 1995: Hachidai shogun Yoshimune jako Takechika Matsudaira
- 2004: Kanojo ga shinjatta
- 2006: Kōmyō ga tsuji jako Rokuheita
- 2010: Ryōmaden jako Yatarō Iwasaki
- 2012: Pokuta jako Hiroaki Aoki

### Filmy
- 1994: Rampo jako Masashi Yokomizo
- 2000: Chór chłopięcy jako Seino
- 2000: Diabły za progiem jako Kosaburo Hanaya
- 2004: Niebiańska czytelnia - fajerwerki miłości jako Takimoto
- 2006: Żywot Matsuko jako Norio Kawajiri
- 2007: Sukiyaki Western Django jako Szeryf
- 2008: Tokijska sonata jako Ryūhei Sasaki
- 2008: Magiczna godzina jako Jun
- 2009: John Rabe jako książę Asaka
- 2009: Panie doktorze jako Masayoshi Saimon
- 2009: Tsurugidake: Ten no ki jako Chojiro Uji
- 2011: SP: The motion picture kakumei hen jako Kunio Date
- 2011: Koszmary jako Kohei
- 2012: Marzenia na sprzedaż
- 2012: Rurōni Kenshin jako Kanryū Takeda
- 2013: Scared of the Dark jako Tsukumo

## Nagrody i nominacje
Został uhonorowany nagrodą Ryuu Masayuki i dwukrotnie Nagrodą Błękitnej Wstęgi, a także pięciokrotnie otrzymał nominację do nagrody Ryuu Masayuki.

## Upamiętnienie
Na jego cześć nazwano Kujiberotha teruyukii, wymarły gatunek owada odkryty w japońskim bursztynie.